# 太陽金字塔
太陽金字塔（西班牙語：Pirámide del Sol），是墨西哥提奧提華坎遺蹟中最大的建築，也是中美洲最大的建築之一。它位於「亡者之路」中段的東側，也位於月亮金字塔與被稱為「The Ciudadela」的小型金字塔之間，塞羅戈多山（Cerro Gordo）附近，也是提奧提華坎遺蹟核心巨大複合體的一部份。

## 歷史
太陽「金字塔」這個名稱是於阿茲特克人在提奧提華坎文明消失後考古學家造訪遺蹟群時所取的，因為並無法知道提奧提華坎人替金字塔取的名稱。它分成兩個階段被建造完成，第一個階段建造時間約在100年左右，將金字塔擴張到接近現在的規模；第二階段完成後，太陽金字塔的基座約為225公尺，高為64公尺。第二階段也在塔頂上建造一個祭壇，不過現在已經看不見了。金字塔的塔頂則在第3世紀初時建造了神廟狀的建築，大約是與羽蛇神（Quetzalcóatl）神廟同時間建立的。
在金字塔建造期間，石灰與石膏從周邊地區輸入提奧提華坎，作為提奧提華坎人所創造鮮豔壁畫的原料。不過因為年代久遠，這些壁畫裝飾與石膏已經完全看不見了，現在金字塔的側面只有少數的圖像被認為是屬於金字塔壁畫裝飾的一部份，其中包括美洲豹的頭、爪子、星星與蛇。
原先認為太陽金字塔是祭祀提奧提華坎社會的神祇，不過因為塔頂的神廟已經被毀壞了，所以直到現在還無法確定金字塔祭祀神祇的身分。有一些學者認為金字塔祭祀的是大女神，祂也是提奧提華坎文化兩個主要神祇的其中之一，不過現在幾乎沒有什麼證據支持這項理論。

## 現代研究
這個遺跡第一次主要的考古挖掘是由雷歐博爾多·巴特斯（Leopoldo Batres）在1906年進行的。在1910年，為了紀念墨西哥獨立100週年而進行太陽金字塔的修復，當時由巴特斯來監督。不過巴特斯對太陽金字塔所進行的修復的其中一部分遭到後來的考古學家所質疑。提奧提華坎的挖掘直到現在仍持續進行。佩卓·多賽（Pedro Dosal）於1925年在神廟地基的4個角落發現了骨骸，他認為這是在神廟中進行的人祭活動。

## 地理位置

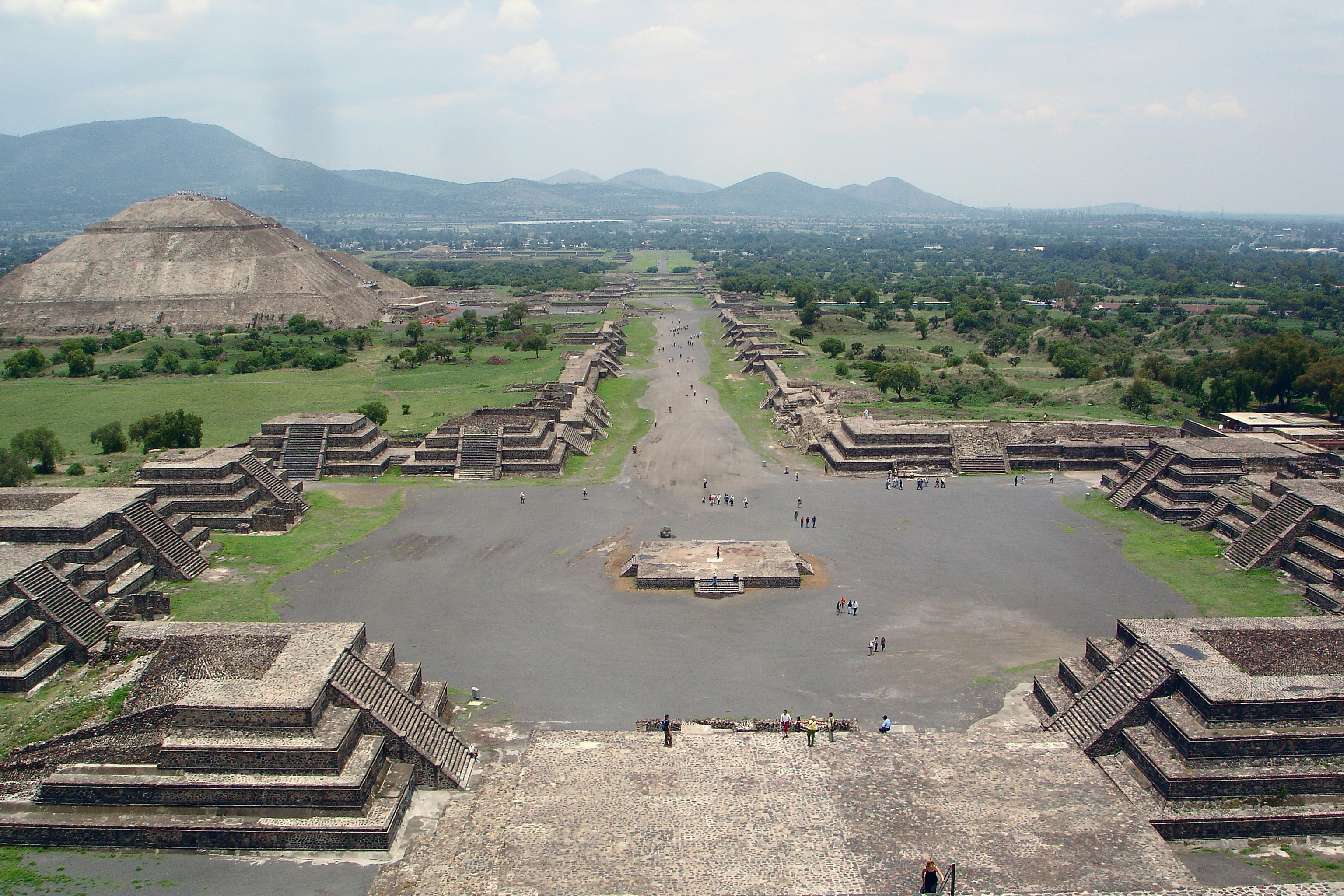
從月亮金字塔眺望太陽金字塔與亡灵大道

這座金字塔的方位可能有一些人類學上的重要性。太陽金字塔是稍微偏向4月29日與8月12日這兩天的日落水平點的西北邊，這兩天是對於提奧提華坎人占卜歷年。8月12日這一天是重要的，因為它標誌著瑪雅長期積日制曆法的起始。除此之外，有許多重要的天文占星活動可以在金字塔這個地點被觀測到，這些資訊對古老社會的農業與宗教系統都是相當重要的。
太陽金字塔是經由一條通往金字塔中心下方約6公尺的「洞穴」的人造隧道來建造的，原先它被認為是個天然洞穴，而且被解釋成這可能是奇科莫茲托克（Chicomoztoc）的住所，在納瓦特爾的傳說中，這是人類起源的地方。最近更多挖掘活動顯示這個地方是人造的，可能被當作皇家墓穴。最近科學家使用Μ子探測器試圖發現金字塔內部的其他房間，但是大量的劫掠阻止了發現提奧提華坎社會的房間的方法。

## 手工藝品
只有很少量的手工藝品在金字塔的內部與周圍被發現。在金字塔的內部發現了黑曜石箭頭與人形雕像，而相似的物品也在月亮金字塔與羽蛇神神廟的四周出現。這些文物可能代表獻祭的犧牲者。除此之外，金字塔角落的考古挖掘也發現了小孩的墓地，它被認為是金字塔落成時的獻祭儀式的一部分。